# Округ Вилер (Тексас)
Округ Вилер (енгл. Wheeler County) је округ у америчкој савезној држави Тексас. По попису из 2010. године број становника је 5.410.

## Демографија
Према попису становништва из 2010. у округу је живело 5.410 становника, што је 126 (2,4%) становника више него 2000. године.
| Група             | 2000.         | 2010.         |
| Белци             | 4.386 (83,0%) | 3.847 (71,1%) |
| Афроамериканци    | 147 (2,8%)    | 113 (2,1%)    |
| Азијати           | 29 (0,5%)     | 23 (0,4%)     |
| Хиспаноамериканци | 664 (12,6%)   | 1.344 (24,8%) |
| Укупно            | 5.284         | 5.410         |